# João Marcello Bôscoli
João Marcello Bôscoli (Rio de Janeiro, 17 de junho de 1970) é um produtor musical e empresário brasileiro. É filho da cantora Elis Regina e do compositor Ronaldo Bôscoli e meio-irmão dos cantores Maria Rita e Pedro Mariano.
Atualmente, apresenta diariamente o programa "Sala de Música" na rádio CBN.

## Biografia
Perdeu a sua mãe quando tinha 11 anos. Com isso, seus dois irmãos por parte de mãe, Maria Rita e Pedro, que foram morar com o pai, César Camargo Mariano, e João passou a viver de forma conturbada com o irmão de Elis, Rogério, com quem não se dava bem.
Também aos onze estreou seu primeiro disco: Comissão de frente, tocando bateria e cantando. Cantou depois em vários grupos e festivais de colégios, não só como baterista, mas como compositor. Trabalhou com Milton Nascimento, Paulinho da Viola, Lenine, Nelson Sargento, Ivan Lins, César Camargo Mariano, Jorge Ben Jor, Demônios da Garoa, Zélia Duncan, Elza Soares, Arnaldo Antunes e muitos outros.
Entre 1994 e 1995, comandou o programa Cia da Música, que tocava ao vivo músicas de convidados.
Em 1995, lançou seu primeiro disco como produtor: João Marcello Bôscoli & Cia. Além disso, ele lançou novos artistas, como Simoninha, Max de Castro, Pedro Mariano, e Daniel Carlomago. João Marcello também convidou cantores de renome, para estarem em seu disco, alguns como cantores, outros como autores.
Além de produtor, João Marcello, também assina trabalhos como arranjador e multi-instrumentista.
Em 1997, fundou sua própria gravadora, a Trama.
Em 2019, lança o livro "Elis e Eu – 11 Anos, 6 Meses e 19 Dias com a Minha Mãe". Também nesse ano se torna jurado do The Four Brasil da RecordTV.
Em 2020, passa a participar do podcast "B3" com Benjamin Back, o rapper Ice Blue e o jornalista André Barcinski.

## Vida pessoal
Em 2008, Bôscoli começou a namorar a apresentadora Eliana e decidiram viver juntos, na casa dela, em Alphaville, na Grande São Paulo, depois de dois anos de namoro. O primeiro filho do casal, Arthur Michaelichen Bezerra Bôscoli, nasceu na cidade de São Paulo, no dia 10 de agosto de 2011. No dia 20 de março de 2014, foi anunciado o fim do casamento de João Marcello com Eliana e, segundo fontes, o casal teria terminado cerca de um mês antes da assessoria de imprensa da apresentadora confirmar a separação. Uma traição por parte de João teria motivado a separação.
Em fevereiro de 2015 passou a viver com a pianista Juliana D'Agostini, sua namorada há alguns meses, com quem tem um filho chamado André D'Agostini Bôscoli, nascido na capital paulista em 25 de janeiro de 2016. O casal separou-se no mesmo ano do nascimento do filho.